# Oryba imperialis
Oryba imperialis är en fjärilsart som beskrevs av Druce 1890. Oryba imperialis ingår i släktet Oryba och familjen svärmare. Inga underarter finns listade i Catalogue of Life.